# Valhalla idrottsplats
Der Valhalla idrottsplats (deutsch Valhalla Sportplatz) ist ein Fußballstadion im Bezirk Heden der schwedischen Stadt Göteborg. Die Anlage im Stadtzentrum liegt zwischen dem Vergnügungspark Liseberg und dem Ullevi-Stadion. Des Weiteren liegt es neben der Multifunktionsarena Scandinavium. Die Sportstätte bietet Platz für 4.000 Zuschauer, davon 1.200 überdachte Sitzplätze inklusive 120 V.I.P.- und acht rollstuhlgerechte Plätze. Momentan tragen die Frauenfußballmannschaft des Kopparbergs/Göteborg FC und der Fußballverein Qviding FIF im Stadion ihre Heimspiele aus.

## Geschichte
Die Anlage wurde in den frühen 1960er Jahren gebaut und 1963 eröffnet. 1974 wurde das Stadion mit dem ersten Kunstrasen in Schweden ausgerüstet. Mitte der 1990er Jahre wurde das Stadion auch für Hockey (Valhalla Landhockey Club) und American Football (Göteborg Marvels) genutzt. 2006 wurde der Kunstrasen erneuert und auf die Maße von 105 × 65 Meter erweitert. Die Frauenfußballmannschaft des Kopparbergs/Göteborg FC aus der Damallsvenskan zog danach in die Spielstätte um. 2007 wurden einige Umbauten getätigt. Es wurden u. a. Kunststoffsitze aus dem zur damaligen Zeit in Renovierung befindlichen Gamla Ullevi in der Spielstätte montiert und die Beschallungsanlage wurde erneuert. In den folgenden Jahren wurde die Flutlichtanlage verstärkt und neue Umkleidekabinen gebaut. 2013/14 erhielt die Anlage Schwedens modernsten Kunstrasen. 2015 wurden die 1.200 Sitzplätze mit den rollstuhlgerechten Plätzen überdacht. Das Stadion wurde mit den gleichen Kunststsitzen wie dem Ullevi-Stadion ausgestattet.
Von 2007 bis 2009, während der Renovierung des Gamla Ullevi, trug auch der Örgryte IS seine Heimspiele im Valhalla idrottsplats aus.